# Ťün-tu-šan
Ťün-tu-šan (čínsky pchin-jinem Jūndūshān, znaky 军都山; volně česky pohoří Ťün-tu) je přes 1500 metrů vysoké pohoří v Čínské lidové republice. Leží v severní části Pekingu, hlavního města republiky, v jeho obvodech Čchang-pching, Jen-čching a Chuaj-žou. 
Na východě navazuje na zbylou část pohoří Jen-šan, za jehož součást bývá počítáno, a na západě navazuje na pohoří Tchaj-chang.  Prochází jím Velká čínská zeď, jejíž zdejší úsek v Pa-ta-lingu je nejnavštěvovanějším.